# Pangea

Mapa Pangey

Pangea (řecky všechny země) je jméno běžně používané pro superkontinent, který se formoval přibližně před 300 miliony let, existoval v paleozoiku a mezozoiku předtím, než se přibližně před 200 miliony let důsledkem deskové tektoniky rozdělil na menší kontinenty. Když se kontinenty poprvé spojily v Pangeu, vytvořilo se mnoho hor, z nichž některé existují dodnes, např. Ural nebo Antiatlas. Oceán obklopující Pangeu dostal jméno Panthalassa.

## Popis
Pangea měla tvar písmene C. Kvůli její obrovské rozloze nedocházelo ve vnitrozemí k dešťovým srážkám, tudíž bylo extrémně suché. Jednolitost území umožnila suchozemské zvěři migrovat od jižního pólu k severnímu.
Plášť pod původním umístěním Pangey byl více rozpálen než zbytek země a tudíž se snažil vyvyšovat. Jako důsledek je dnešní Afrika o několik desítek metrů výše než ostatní kontinenty.
Pangea nebyla první superkontinent. Předpokládá se, že Pannotia se zformovala před 650 miliony let a rozpadla se před 550 miliony let, Rodinie se pak zformovala přibližně před 1 100 miliony let a rozdělila před 750 miliony let. Pangeu se coby nejmladší ze superkontinentů podařilo geologům rekonstruovat jako první.
Během jury a křídy se Pangea rozpadla na dvě části, jižní část Gondwanu a severní část Laurasii. Tyto kontinenty oddělil oceán Tethys.
Protoatlantik se formoval již v juře, takže Laurasie již v té době neexistovala a totéž platí o Gondwaně.

## Pangejská fauna
Teprve v posledních letech začínají paleontologové vykreslovat obraz šíření čtvernožců (a faktorů, které jej ovlivňovaly) do různých končin superkontinentu Pangea v období mladších prvohor (karbonu a permu).